# 26970 Еліас
26970 Еліас (26970 Eliáš) — астероїд головного поясу, відкритий 23 вересня 1997 року.
Тіссеранів параметр щодо Юпітера — 3,296.